# Manbuta endocharagma
Manbuta endocharagma là một loài bướm đêm trong họ Erebidae.